# 梁才勋
梁才勋（韩语： Yang Jaehun，1998年5月7日—），韩国男子游泳运动员，童年时曾从事跆拳道运动，后来改练游泳。他曾获得2022年亚洲运动会男子4×200米自由泳接力金牌得主和男子4×100米自由泳接力银牌、2024年世界游泳锦标赛男子4×200米自由泳接力银牌。